# Remo nos Jogos Olímpicos de Verão de 2016 - Qualificatórias
Este artigo detalha a fase de qualificação do remo para os Jogos Olímpicos de Verão de 2016, conforme definido pela Federação Internacional de Sociedades de Remo - Fisa.

## Informações gerais
Estão em disputa oitenta e oito vagas para barcos, para 544 atletas, 328 no masculino, 216 no feminino, de um total de noventa e quatro disponíveis.
País-sede: se o Brasil não se qualificar através das vagas disponíveis, tem garantidas duas vagas, uma em cada torneio de skiff simples. Caso não seja necessário utilizar esta vaga, a vaga é realocada para que seja disputada no torneio qualificatório das Américas.
Limites de vagas e atletas por CON:
Cada Comitê Olímpico Nacional – CON pode qualificar um barco para cada prova, com vinte e oito atletas no masculino e vinte no feminino.
As vagas são destinadas ao Comitê Olímpico Nacional - CON ao qual pertence a equipe que a conquistou, não pertence aos atletas.
As vagas conquistadas nos torneios continentais ou no torneio qualificatório final são destinadas à respectiva prova e o atleta que conquistar essas vagas só pode competir na prova em que a obteve, se vier a participar dos Jogos. Para as vagas conquistadas no Mundial 2015 não há vinculação.

## Eventos qualificatórios
As vagas disponíveis foram disputadas no Campeonato Mundial de 2015 e em um torneio final pré-olímpico. Há duas exceções, skiff simples e skiff duplo peso leve, que tiveram vagas disputadas em torneios continentais na África, América, Ásia/Oceania e Europa (Austrália e Nova Zelândia; Estados Unidos e Canadá disputaram o torneio europeu).
Nos torneios continentais, caso uma representação obtenha vaga para as duas provas em disputa de um mesmo sexo, deve optar por uma delas e abrir a vaga para o próximo classificado.
| Competição | Data                                 | Local                      | M1x | W1x | M2x | W2x | LM2x | LW2x | M4x | W4x | M2- | W2- | M4- | LM4- | M8+ | W8+ | Barcos | Atletas |
| --- | ------------------------------------ | -------------------------- | --- | --- | --- | --- | ---- | ---- | --- | --- | --- | --- | --- | ---- | --- | --- | ------ | ------- |
| Campeonato Mundial de Remo 2015 | 30 de agosto a 6 de setembro de 2015 | Lac d'Aiguebelette, França | 9   | 9   | 11  | 11  | 11   | 11   | 8   | 5   | 11  | 11  | 11  | 11   | 5   | 5   | 129    | 380     |
| Regata qualificatória da África 2015 | 5 a 7 de outurbro de 2015            | Túnis, Tunísia             | 4   | 4   | 0   | 0   | 1    | 1    | 0   | 0   | 0   | 0   | 0   | 0    | 0   | 0   | 10     | 12      |
| Regata qualificatória das Américas 2016 | 22 a 24 de março de 2016             | Valparaíso, Chile          | 6   | 6   | 0   | 0   | 3    | 3    | 0   | 0   | 0   | 0   | 0   | 0    | 0   | 0   | 18     | 24      |
| Regata qualificatória de Ásia e Oceania 2016 | 23 a 25 de abril de 2016             | Chung-ju, Coreia do Sul    | 7   | 7   | 0   | 0   | 3    | 3    | 0   | 0   | 0   | 0   | 0   | 0    | 0   | 0   | 20     | 26      |
| Regata qualificatória da Europa 2016 | 22 a 24 de maio de 2016              | Lucerna, Itália            | 3   | 3   | 0   | 0   | 2    | 2    | 0   | 0   | 0   | 0   | 0   | 0    | 0   | 0   | 10     | 14      |
| Regata final de qualificação olímpica 2016 | 22 a 24 de maio de 2016              | Lucerna, Itália            | 0   | 0   | 2   | 2   | 0    | 0    | 2   | 2   | 2   | 4   | 2   | 2    | 2   | 2   | 22     | 88      |
| Total de barcos | Total de barcos                      | Total de barcos            | 29  | 29  | 13  | 13  | 20   | 20   | 10  | 7   | 13  | 15  | 13  | 13   | 7   | 7   | 88     | 544     |
| M1x/W1x = Skiff simples; M2x/W2x = Skiff duplo; LM2x/LW2x = Skiff duplo peso leve; M4x/W4x = Skiff quádruplo; M2-/W2- = Dois sem; M4- = Quatro sem; LM4- = Quatro sem peso leve; M8+/W8+ = Oito com |                                      |                            |     |     |     |     |      |      |     |     |     |     |     |      |     |     |        |         |

## Tabelas de qualificação

### Skiff simples e skiff duplo peso leve
| Competição | Masculino | Masculino | Masculino | Masculino | | Feminino | Feminino | Feminino | Feminino          |
| Competição | Skiff simples | Skiff simples | Skiff duplo peso leve | Skiff duplo peso leve | Skiff simples | Skiff simples | Skiff duplo peso leve | Skiff duplo peso leve |                   |
| --- | --- | --- | --- | --- | --- | --- | --- | --- | ----------------- |
| País-sede | vaga não aproveitada | vaga não aproveitada | | | vaga não aproveitada | vaga não aproveitada | | |                   |
| Campeonato Mundial 2015 | 1 | CZE República Checa | 1 | FRA França | | 1 | AUS Austrália | 1 | NZL Nova Zelândia |
| Campeonato Mundial 2015 | 2 | NZL Nova Zelândia | 2 | GBR Grã-Bretanha | 2 | CZE República Checa | 2 | GBR Grã-Bretanha |                   |
| Campeonato Mundial 2015 | 3 | LTU Lituânia | 3 | NOR Noruega | 3 | CHN China | 3 | RSA África do Sul |                   |
| Campeonato Mundial 2015 | 4 | NOR Noruega | 4 | RSA África do Sul | 4 | USA Estados Unidos | 4 | CAN Canadá |                   |
| Campeonato Mundial 2015 | 5 | CRO Croácia | 5 | ITA Itália | 5 | SUI Suíça | 5 | DEN Dinamarca |                   |
| Campeonato Mundial 2015 | 6 | CUB Cuba | 6 | GER Alemanha | 6 | CAN Canadá | 6 | GER Alemanha |                   |
| Campeonato Mundial 2015 | 7 | BLR Bielorrússia | 7 | POL Polônia | 7 | SWE Suécia | 7 | CHN China |                   |
| Campeonato Mundial 2015 | 8 | GBR Grã-Bretanha | 8 | USA Estados Unidos | 8 | LTU Lituânia | 8 | POL Polônia |                   |
| Campeonato Mundial 2015 | 9 | POL Polônia | 9 | AUT Áustria | 9 | AUT Áustria | 9 | IRL Irlanda |                   |
| Campeonato Mundial 2015 | | | 10 | SUI Suíça | | | 10 | RUS Rússia |                   |
| Campeonato Mundial 2015 | 11 | IRL Irlanda | 11 | USA Estados Unidos | | | | |                   |
| África | 1 | EGY Egito | 1 | ANG Angola* | 1 | ZIM Zimbabwe | 1 | TUN Tunísia |                   |
| África | 2 | TUN Tunísia | | | 2 | ALG Argélia | | |                   |
| África | 3 | ALG Argélia | 3 | NGR Nigéria | | | | |                   |
| África | 4 | ZIM Zimbabwe | 4 | EGY Egito | | | | |                   |
| * Cada CON só pode qualificar um barco nos torneios continentais, o Egito venceu as duas competições no masculino e optou pelo skiff simples | | | | | | | | |                   |
| América | 1 | MEX México | 1 | BRA Brasil | 1 | BER Bermudas | 1 | BRA Brasil |                   |
| América | 2 | ARG Argentina | 3 | CUB Cuba | 3 | MEX México | 2 | CUB Cuba |                   |
| América | 5 | PER Peru | 4 | CHI Chile* | 5 | TTO Trinidad e Tobago | 3 | CHI Chile |                   |
| América | 6 | URU Uruguai | | | 7 | ARG Argentina* | | |                   |
| América | 7 | VEN Venezuela* | 8 | PAR Paraguai* | | | | |                   |
| América | 8 | ECU Equador* | 9 | PER Peru* | | | | |                   |
| América | 9 | PAR Paraguai* | 10 | BAH Bahamas* | | | | |                   |
| * Cada CON só pode qualificar um barco nos torneios continentais, Brasil e Chile optaram pelas vagas do skiff duplo e abriram duas vagas no skiff simples. A vaga de país-sede foi dispensada e mais uma vaga foi aberta. O México optou pela vaga do skiff simples e abriu uma vaga no duplo. | * Cada CON só pode qualificar um barco nos torneios continentais, Brasil e Chile optaram pelas vagas do skiff duplo e abriram duas vagas no skiff simples. A vaga de país-sede foi dispensada e mais uma vaga foi aberta. O México optou pela vaga do skiff simples e abriu uma vaga no duplo. | * Cada CON só pode qualificar um barco nos torneios continentais, Brasil e Chile optaram pelas vagas do skiff duplo e abriram duas vagas no skiff simples. A vaga de país-sede foi dispensada e mais uma vaga foi aberta. O México optou pela vaga do skiff simples e abriu uma vaga no duplo. | * Cada CON só pode qualificar um barco nos torneios continentais, Brasil e Chile optaram pelas vagas do skiff duplo e abriram duas vagas no skiff simples. A vaga de país-sede foi dispensada e mais uma vaga foi aberta. O México optou pela vaga do skiff simples e abriu uma vaga no duplo. | * Cada CON só pode qualificar um barco nos torneios continentais, Brasil e Chile optaram pelas vagas do skiff duplo e abriram duas vagas no skiff simples. A vaga de país-sede foi dispensada e mais uma vaga foi aberta. O México optou pela vaga do skiff simples e abriu uma vaga no duplo. | * Cada CON só pode qualificar um barco nos torneios continentais, Brasil, Chile e Cuba optaram pelas vagas do skiff duplo e abriram três vagas no skiff simples. A vaga de país-sede foi dispensada e mais uma vaga foi aberta. | * Cada CON só pode qualificar um barco nos torneios continentais, Brasil, Chile e Cuba optaram pelas vagas do skiff duplo e abriram três vagas no skiff simples. A vaga de país-sede foi dispensada e mais uma vaga foi aberta. | * Cada CON só pode qualificar um barco nos torneios continentais, Brasil, Chile e Cuba optaram pelas vagas do skiff duplo e abriram três vagas no skiff simples. A vaga de país-sede foi dispensada e mais uma vaga foi aberta. | * Cada CON só pode qualificar um barco nos torneios continentais, Brasil, Chile e Cuba optaram pelas vagas do skiff duplo e abriram três vagas no skiff simples. A vaga de país-sede foi dispensada e mais uma vaga foi aberta. |                   |
| Ásia / Oceania | 1 | KOR Coreia do Sul | 1 | CHN China | 1 | KOR Coreia do Sul | 1 | JPN Japão |                   |
| Ásia / Oceania | 2 | IND Índia | 2 | JPN Japão | 2 | IRI Irã | 3 | VIE Vietnã |                   |
| Ásia / Oceania | 3 | INA Indonésia | 3 | HKG Hong Kong | 3 | TPE Taipé Chinês | 4 | HKG Hong Kong* |                   |
| Ásia / Oceania | 4 | THA Tailândia | | | 5 | KAZ Cazaquistão | | |                   |
| Ásia / Oceania | 5 | KAZ Cazaquistão | 6 | INA Indonésia | | | | |                   |
| Ásia / Oceania | 6 | IRQ Iraque | 7 | SIN Singapura | | | | |                   |
| Ásia / Oceania | 7 | UZB Uzbequistão | 8 | THA Tailândia | | | | |                   |
| | | | | | * Cada CON só pode qualificar um barco nos torneios continentais, Vietnã optou pela vaga do skiff duplo. | | | |                   |
| Europa | 1 | BEL Bélgica | 2 | TUR Turquia | 1 | NZL Nova Zelândia | 1 | NED Países Baixos |                   |
| Europa | 2 | AUS Austrália | 3 | DEN Dinamarca* | 2 | IRL Irlanda | 2 | ROU Romênia |                   |
| Europa | 3 | HUN Hungria | | | 3 | BLR Bielorrússia | | |                   |
| Europa | | | 4 | DEN Dinamarca* | | | | |                   |
| * Cada CON só pode qualificar um barco nos torneios continentais, a Bélgica venceu as duas competições e optou pela vaga do skiff simples. | * Cada CON só pode qualificar um barco nos torneios continentais, a Bélgica venceu as duas competições e optou pela vaga do skiff simples. | * Cada CON só pode qualificar um barco nos torneios continentais, a Bélgica venceu as duas competições e optou pela vaga do skiff simples. | * Cada CON só pode qualificar um barco nos torneios continentais, a Bélgica venceu as duas competições e optou pela vaga do skiff simples. | * Cada CON só pode qualificar um barco nos torneios continentais, a Bélgica venceu as duas competições e optou pela vaga do skiff simples. | * A Dinamarca ocupou uma das vagas destinadas à Comissão Tripartite | * A Dinamarca ocupou uma das vagas destinadas à Comissão Tripartite | * A Dinamarca ocupou uma das vagas destinadas à Comissão Tripartite | * A Dinamarca ocupou uma das vagas destinadas à Comissão Tripartite |                   |
| Convite - Comissão Tripartite | | LBA Líbia | | | | TOG Togo | | |                   |
| Convite - Comissão Tripartite | VAN Vanuatu | | | | | TOG Togo | | |                   |
| Total | 32 barcos | 32 barcos | 20 barcos | 20 barcos | 32 barcos | 32 barcos | 20 barcos | 20 barcos |                   |

### Skiff duplo e skiff quadruplo
| Competição                                                                             | Masculino   | Masculino         | Masculino       | Masculino          |             | Feminino            | Feminino          | Feminino          | Feminino           |
| Competição                                                                             | Skiff duplo | Skiff duplo       | Skiff quádruplo | Skiff quádruplo    | Skiff duplo | Skiff duplo         | Skiff quádruplo   | Skiff quádruplo   |                    |
| -------------------------------------------------------------------------------------- | ----------- | ----------------- | --------------- | ------------------ | ----------- | ------------------- | ----------------- | ----------------- | ------------------ |
| Campeonato Mundial 2015                                                                | 1           | CRO Croácia       | 1               | GER Alemanha       |             | 1                   | NZL Nova Zelândia | 1                 | USA Estados Unidos |
| Campeonato Mundial 2015                                                                | 2           | LTU Lituânia      | 2               | AUS Austrália      | 2           | GRE Grécia          | 2                 | GER Alemanha      |                    |
| Campeonato Mundial 2015                                                                | 3           | NZL Nova Zelândia | 3               | EST Estônia        | 3           | GER Alemanha        | 3                 | NED Países Baixos |                    |
| Campeonato Mundial 2015                                                                | 4           | GER Alemanha      | 4               | GBR Grã-Bretanha   | 4           | POL Polônia         | 4                 | POL Polônia       |                    |
| Campeonato Mundial 2015                                                                | 5           | AUS Austrália     | 5               | SUI Suíça          | 5           | LTU Lituânia        | 5                 | AUS Austrália     |                    |
| Campeonato Mundial 2015                                                                | 6           | FRA França        | 6               | LTU Lituânia       | 6           | GBR Grã-Bretanha    |                   |                   |                    |
| Campeonato Mundial 2015                                                                | 7           | AZE Azerbaijão    | 7               | POL Polônia        | 7           | CHN China           |                   |                   |                    |
| Campeonato Mundial 2015                                                                | 8           | GBR Grã-Bretanha  | 8               | UKR Ucrânia        | 8           | FRA França          |                   |                   |                    |
| Campeonato Mundial 2015                                                                | 9           | CUB Cuba          |                 |                    | 9           | BLR Bielorrússia    |                   |                   |                    |
| Campeonato Mundial 2015                                                                | 10          | ITA Itália        | 10              | AUS Austrália      |             |                     |                   |                   |                    |
| Campeonato Mundial 2015                                                                | 11          | BUL Bulgária      | 11              | USA Estados Unidos |             |                     |                   |                   |                    |
| Torneio final qualificatório                                                           | 1           | NOR Noruega       | 2               | CAN Canadá         | 1           | CZE República Checa | 1                 | CHN China         |                    |
| Torneio final qualificatório                                                           | 2           | SRB Sérvia        | 3               | NZL Nova Zelândia* | 2           | DEN Dinamarca       | 2                 | UKR Ucrânia       |                    |
| * A Rússia venceu a competição, mas foi desqualificada por doping de um dos remadores. |             |                   |                 |                    |             |                     |                   |                   |                    |
| Total                                                                                  | 13 barcos   | 13 barcos         | 7 barcos        | 7 barcos           | 13 barcos   | 13 barcos           | 10 barcos         | 10 barcos         |                    |

### Dois sem, quatro sem e oito com
| Competição                   | Masculino | Masculino           | Masculino  | Masculino          | Masculino            | Masculino            | Masculino | Masculino          |           | Feminino           | Feminino         | Feminino          | Feminino           |
| Competição                   | Dois sem  | Dois sem            | Quatro sem | Quatro sem         | Quatro sem peso leve | Quatro sem peso leve | Oito com  | Oito com           | Dois sem  | Dois sem           | Oito com         | Oito com          |                    |
| ---------------------------- | --------- | ------------------- | ---------- | ------------------ | -------------------- | -------------------- | --------- | ------------------ | --------- | ------------------ | ---------------- | ----------------- | ------------------ |
| Campeonato Mundial 2015      | 1         | NZL Nova Zelândia   | 1          | ITA Itália         | 1                    | SUI Suíça            | 1         | GBR Grã-Bretanha   |           | 1                  | GBR Grã-Bretanha | 1                 | USA Estados Unidos |
| Campeonato Mundial 2015      | 2         | GBR Grã-Bretanha    | 2          | AUS Austrália      | 2                    | DEN Dinamarca        | 2         | GER Alemanha       | 2         | NZL Nova Zelândia  | 2                | NZL Nova Zelândia |                    |
| Campeonato Mundial 2015      | 3         | SRB Sérvia          | 3          | GBR Grã-Bretanha   | 3                    | FRA França           | 3         | NED Países Baixos  | 3         | USA Estados Unidos | 3                | CAN Canadá        |                    |
| Campeonato Mundial 2015      | 4         | NED Países Baixos   | 4          | CAN Canadá         | 4                    | NZL Nova Zelândia    | 4         | NZL Nova Zelândia  | 4         | DEN Dinamarca      | 4                | GBR Grã-Bretanha  |                    |
| Campeonato Mundial 2015      | 5         | ITA Itália          | 5          | GER Alemanha       | 5                    | NED Países Baixos    | 5         | RUS Rússia         | 5         | RSA África do Sul  | 5                | RUS Rússia        |                    |
| Campeonato Mundial 2015      | 6         | AUS Austrália       | 6          | NED Países Baixos  | 6                    | ITA Itália           |           |                    | 6         | CAN Canadá         |                  |                   |                    |
| Campeonato Mundial 2015      | 7         | RSA África do Sul   | 7          | USA Estados Unidos | 7                    | USA Estados Unidos   | 7         | ROU Romênia        |           |                    |                  |                   |                    |
| Campeonato Mundial 2015      | 8         | FRA França          | 8          | BLR Bielorrússia   | 8                    | CHN China            | 8         | GER Alemanha       |           |                    |                  |                   |                    |
| Campeonato Mundial 2015      | 9         | USA Estados Unidos  | 9          | GRE Grécia         | 9                    | GBR Grã-Bretanha     | 9         | NED Países Baixos  |           |                    |                  |                   |                    |
| Campeonato Mundial 2015      | 10        | ESP Espanha         | 10         | RUS Rússia         | 10                   | CZE República Checa  | 10        | FRA França         |           |                    |                  |                   |                    |
| Campeonato Mundial 2015      | 11        | ROU Romênia         | 11         | ROU Romênia        | 11                   | CAN Canadá           | 11        | BLR Bielorrússia   |           |                    |                  |                   |                    |
| Torneio final qualificatório | 1         | CZE República Checa | 1          | RSA África do Sul  | 1                    | RUS Rússia           | 1         | USA Estados Unidos | 1         | ESP Espanha        | 1                | ROU Romênia       |                    |
| Torneio final qualificatório | 2         | HUN Hungria         | 2          | FRA França         | 2                    | GER Alemanha         | 2         | POL Polônia        | 2         | CHN China          | 2                | NED Países Baixos |                    |
| Torneio final qualificatório |           |                     |            |                    |                      |                      |           |                    | 3         | ITA Itália         |                  |                   |                    |
| Torneio final qualificatório | 4         | POL Polônia         |            |                    |                      |                      |           |                    |           |                    |                  |                   |                    |
| Total                        | 13 barcos | 13 barcos           | 13 barcos  | 13 barcos          | 13 barcos            | 13 barcos            | 7 barcos  | 7 barcos           | 15 barcos | 15 barcos          | 7 barcos         | 7 barcos          |                    |